# 2019年夏季世界大學運動會網球比賽
2019年夏季世界大學運動會網球比賽，是2019年夏季世界大學運動會在義大利拿坡里Circolo Tennis e Lungomare舉行的網球比賽，比賽時間為7月5日至7月13日。

## 參賽國家和地區
共有来自45个国家和地区的152名运动员参加本次比赛：
- 阿根廷（3）
- （4）
- 奥地利（2）
- 白俄罗斯（4）
- 中国（4）
- 中华台北（4）
- 塞浦路斯（2）
- 捷克（6）
- 爱沙尼亚（1）
- 法国（10）
- 英国（5）
- 德国（2）
- 中国香港（4）
- 匈牙利（1）
- 印度（4）
- 印度尼西亚（4）
- 意大利（4）
- 日本（4）
- （4）
- 拉脱维亚（1）
- 利比亚（1）
- 列支敦士登（2）
- 马达加斯加（1）
- 墨西哥（4）
- 蒙古（1）
- 新西兰（1）
- 菲律宾（4）
- 波兰（6）
- 葡萄牙（4）
- 俄罗斯（4）
- 沙特阿拉伯（4）
- 斯洛伐克（4）
- 斯洛文尼亚（4）
- 南非（4）
- 韩国（4）
- 斯里兰卡（5）
- 瑞典（2）
- 瑞士（3）
- 泰国（4）
- （1）
- 乌干达（4）
- 乌克兰（2）
- 美国（3）
- （4）
- 赞比亚（2）
- 津巴布韦（1）

## 獎牌榜
| 排名                      | 国家 / 地区               | 金牌 | 銀牌 | 銅牌 | 总计 |
| ------------------------- | ------------------------- | ---- | ---- | ---- | ---- |
| 1                         |                           | 2    | 1    | 0    | 3    |
| 2                         | 中国                      | 2    | 0    | 2    | 4    |
| 2                         | 日本                      | 2    | 0    | 2    | 4    |
| 4                         | 俄罗斯                    | 1    | 1    | 2    | 4    |
| 5                         | 中华台北                  | 1    | 1    | 1    | 3    |
| 6                         | 捷克                      | 0    | 1    | 0    | 1    |
| 6                         | 英国                      | 0    | 1    | 0    | 1    |
| 6                         | 韩国                      | 0    | 1    | 0    | 1    |
| 9                         | 法国                      | 0    | 0    | 2    | 2    |
| 9                         | 中国香港                  | 0    | 0    | 2    | 2    |
| 11                        | 泰国                      | 0    | 0    | 1    | 1    |
| 总计（共11个国家 / 地区） | 总计（共11个国家 / 地区） | 8    | 6    | 12   | 26   |

## 獎牌得主
| 項目     | 金牌                                          | 银牌                                                | 铜牌                                         |
| 男子單打 | 曾俊欣 · 中华台北（TPE）                      | Khumoyun Sultanov · （UZB）                         | Lucas Poullain · 法国（FRA）                 |
| 男子單打 | 曾俊欣 · 中华台北（TPE）                      | Khumoyun Sultanov · （UZB）                         | 伊萬·加霍夫 · 俄罗斯（RUS）                  |
| 女子單打 | 佐藤南帆 · 日本（JPN）                        | Emily Arbuthnott · 英国（GBR）                      | 張瑋桓 · 中国香港（HKG）                     |
| 女子單打 | 佐藤南帆 · 日本（JPN）                        | Emily Arbuthnott · 英国（GBR）                      | Chompoothip Jundakate · 泰国（THA）          |
| 男子雙打 | （UZB） · 桑賈爾·法耶耶夫 · Khumoyun Sultanov | 韩国（KOR） · 洪性贊 · Shin San-hui                 | 日本（JPN） · 伊藤雄哉 · 岛袋将              |
| 男子雙打 | （UZB） · 桑賈爾·法耶耶夫 · Khumoyun Sultanov | 韩国（KOR） · 洪性贊 · Shin San-hui                 | 中国（CHN） · 吴昊 · 许帅                    |
| 女子雙打 | 中国（CHN） · 郭涵煜 · 叶秋语                 | 中华台北（TPE） · 李珮琪 · 李亞軒                   | 日本（JPN） · 森崎可南子 · 佐藤南帆          |
| 女子雙打 | 中国（CHN） · 郭涵煜 · 叶秋语                 | 中华台北（TPE） · 李珮琪 · 李亞軒                   | 中国香港（HKG） · 張瑋桓 · 伍曼瑩            |
| 混合雙打 | 俄罗斯（RUS） · 亚纳·西济科娃 · 伊萬·加霍夫   | 捷克（CZE） · Anastasia Zarycká · Dominik Kellovsky | 中国（CHN） · 叶秋语 · 吴昊                  |
| 混合雙打 | 俄罗斯（RUS） · 亚纳·西济科娃 · 伊萬·加霍夫   | 捷克（CZE） · Anastasia Zarycká · Dominik Kellovsky | 法国（FRA） · Alice Robbe · Ronan Joncour    |
| 男子團體 | （UZB） · 桑賈爾·法耶耶夫 · 伊萬·加霍夫       | 俄罗斯（RUS） · Timur Kiyamov · 伊萬·加霍夫         | 中华台北（TPE） · 曾俊欣 · 吳東霖            |
| 女子團體 | 日本（JPN） · 森崎可南子 · 佐藤南帆           | 不適用                                              | 俄罗斯（RUS） · Victoria Kan · 亚纳·西济科娃 |
| 女子團體 | 中国（CHN） · 郭涵煜 · 叶秋语                 | 不適用                                              | 俄罗斯（RUS） · Victoria Kan · 亚纳·西济科娃 |

## 參照
- 夏季世界大學運動會網球比賽